# Акведук Святої Ірини (Крит)
Акведу́к Свято́ї Іри́ни — акведук, побудований в 1839 році єгиптянами для водопостачання м. Іракліон, острів Крит, Греція.

## Історія
Після збільшення населення міст острова в XVI—XVII столітті у венеційської влади острова постала проблема дефіциту води, оскільки криниці та резервуари, які використовувалися до того часу для водопостачання, були недостатніми для задоволення зростаючих міських потреб, для чого були побудовані водогони, які постачали воду до міста, які використовували канали, акведуки, глиняні труби та тунелі.
Після захоплення острова в XVIII столітті османи також використовували акведуки для водопостачання міста. Так, є відомості, що губернатор острова єгиптянин Мустафа-паша в 1839 році побудував акведук Святої Ірини, який розташований поруч з руїнами Кноссу та використовував його для водопостачання міста. При цьому цим акведуком вода з джерела в поселенні Скалані постачалась до розчищеного тунелю римського періоду, розташованого поруч з Кноссом, завдовжки 1150 метрів. При будівництві тунелю єгипетські солдати помирали від задухи. Проєкт будівництва та реконструкції, який завершено в 1843 році, загалом коштував 500 тис. і був профінансований за рахунок введення додаткових зборів та конфіскації земель.
Після проходження по водогону вода надходила до Фонтану Морозіні, який теж був перероблений за османської влади.
Окрім того, відремонтували акведук Морозіні, побудований недалеко ще в 1627—1628 роках. Також поруч розташовано інший одноарковий акведук системи водогону, розташований у місцевості Фортеца за 5 км на південь від Іракліону (координати: 35°17′29.7″ пн. ш. 25°09′20″ сх. д. / 35.291583° пн. ш. 25.15556° сх. д.).
У 1933 році після повернення Криту до Греції від використання римського тунелю вирішили відмовитись, замінивши його на металеві труби.